# Vilovo
Vilovo (ćir.: Вилово, mađ.: Tündéres ) je naselje u općini Titel u Južnobačkom okrugu u Vojvodini.

## Stanovništvo
U naselju Vilovo živi 1.103 stanovnika, od toga 824 punoljetnih stanovnika, a prosječna starost stanovništva iznosi 36,9 godina (35,8 kod muškaraca i 38,0 kod žena). U naselju ima 345 domaćinstava, a prosječan broj članova po domaćinstvu je 3,20.
Prema popisu stanovništva iz 1991. godine u naselju je živjelo 1.077 stanovnika.
| Etnički sastav 2002. |            |        |
| Narod                | Stanovnika | %      |
| Srbi                 | 985        | 89,30% |
| Mađari               | 42         | 3,80%  |
| Romi                 | 39         | 3,53%  |
| Jugoslaveni          | 13         | 1,17%  |
| Hrvati               | 3          | 0,27%  |
| Slovenci             | 2          | 0,15%  |
| Slovaci              | 2          | 0,18%  |
| Crnogorci            | 1          | 0,09%  |
| Albanci              | 1          | 0,09%  |
| nepoznato            | 1          | 0,09%  |

| broj stanovnika | 1221  | 1218  | 1154  | 1169  | 1089  | 1077  | 1103  |
|                 | 1948. | 1953. | 1961. | 1971. | 1981. | 1991. | 2001. |

## Vanjske poveznice
- Karte, udaljenonosti, vremenska prognoza  Arhivirana inačica izvorne stranice od 17. siječnja 2009. (Wayback Machine)
- Satelitska snimka naselja